# وزارة الدفاع (الأردن)
وزارة الدفاع في الأردن على خلاف أغلب دول العالم لا توجد وزارة للدفاع في الأردن، لكن يوجد منصب وزير الدفاع والذي أصبح عرفاً سياسياً منذ عام 1970 ان يتولى منصب وزير الدفاع رئيس الوزراء، أول من تولى منصب وزير الدفاع في الأردن رشيد المدفعي عام 1939 في حكومة توفيق أبو الهدى.
في أغسطس من العام 2014 وجه الملك عبد الله الثاني بن الحسين الحكومة لتفعيل وزارة الدفاع في الأردن كخطوة لتمكين الجيش التفرغ إلى وظائفة العسكرية، على أن تتخصص الوزارة في الأعمال اللوجيستية والإدارية والاستثمارية والتنموية، المتمثلة بالخدمات الدفاعية غير العسكرية أو الخارجة عن التخصص العسكري الاحترافي، من القيادة العامة للقوات المسلحة إلى وزارة الدفاع، على أن تتولى الوزارة كذلك تنظيم العلاقة مع المتقاعدين العسكريين والمحاربين القدامى.